# Holodivka, Tulciîn
Holodivka (în ucraineană Холодівка) este o comună în raionul Tulciîn, regiunea Vinnița, Ucraina, formată numai din satul de reședință.

## Demografie
Componența lingvistică a satului Holodivka
     Ucraineană (99,25%)
     Alte limbi (0,75%)
Conform recensământului din 2001, majoritatea populației satului Holodivka era vorbitoare de ucraineană (99,25%), existând în minoritate și vorbitori de alte limbi.